# Carul de la Dejbjerg

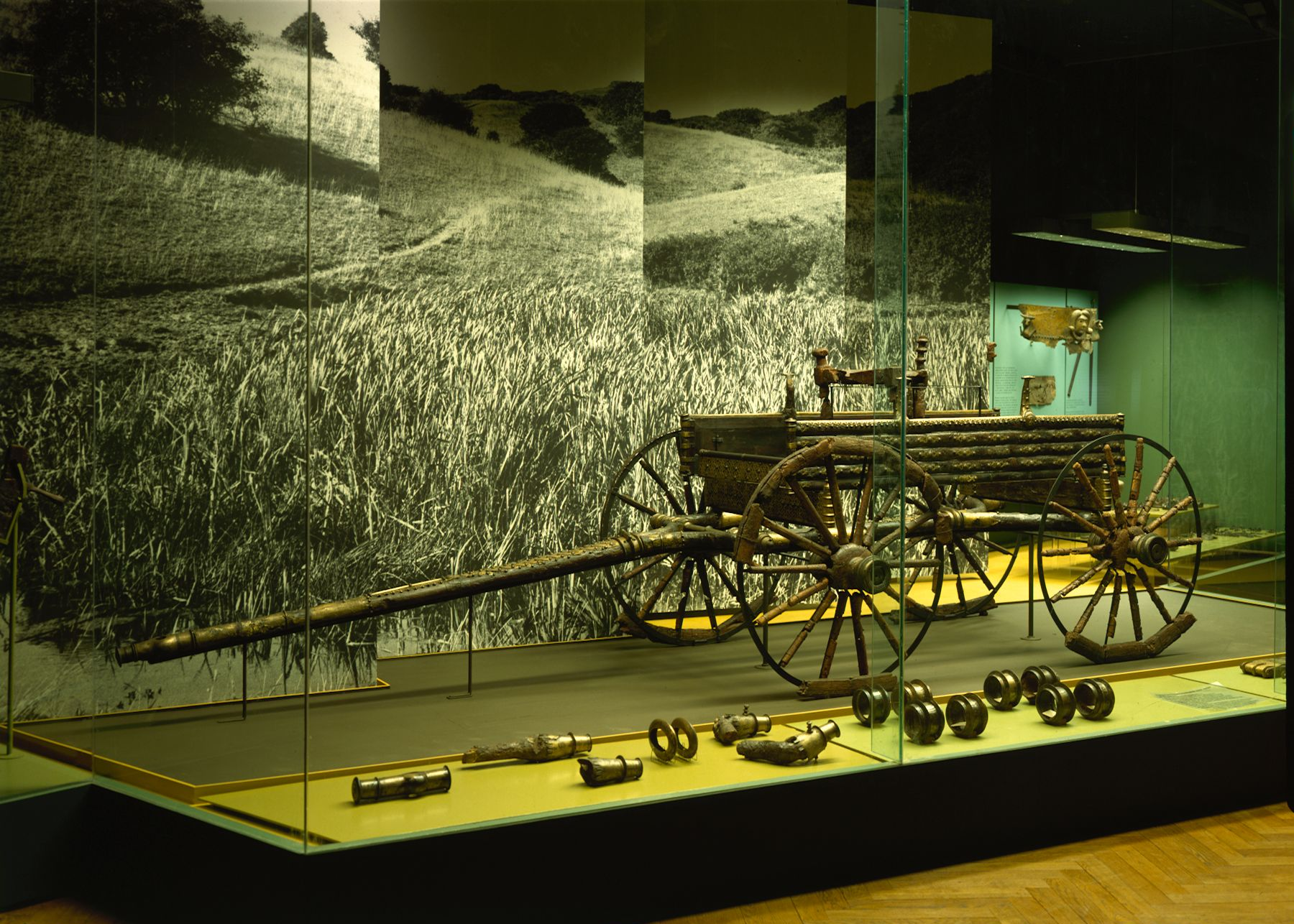
Carul de la Dejbjerg expus la Muzeul Național al Danemarcei

Carele din Dejbjerg (în daneză Dejbjergvognen) sunt un ansamblu format din două care ceremoniale găsite într-o turbărie din Dejbjerg, lângă Ringkøbing, în vestul Iutlandei, Danemarca. Aceste depuneri votive au fost demontate și plasate ritualic în mlaștină în jurul anului 100 î.Hr. Din 2022, carul este expus la Muzeul Național al Danemarcei.

## Context cultural

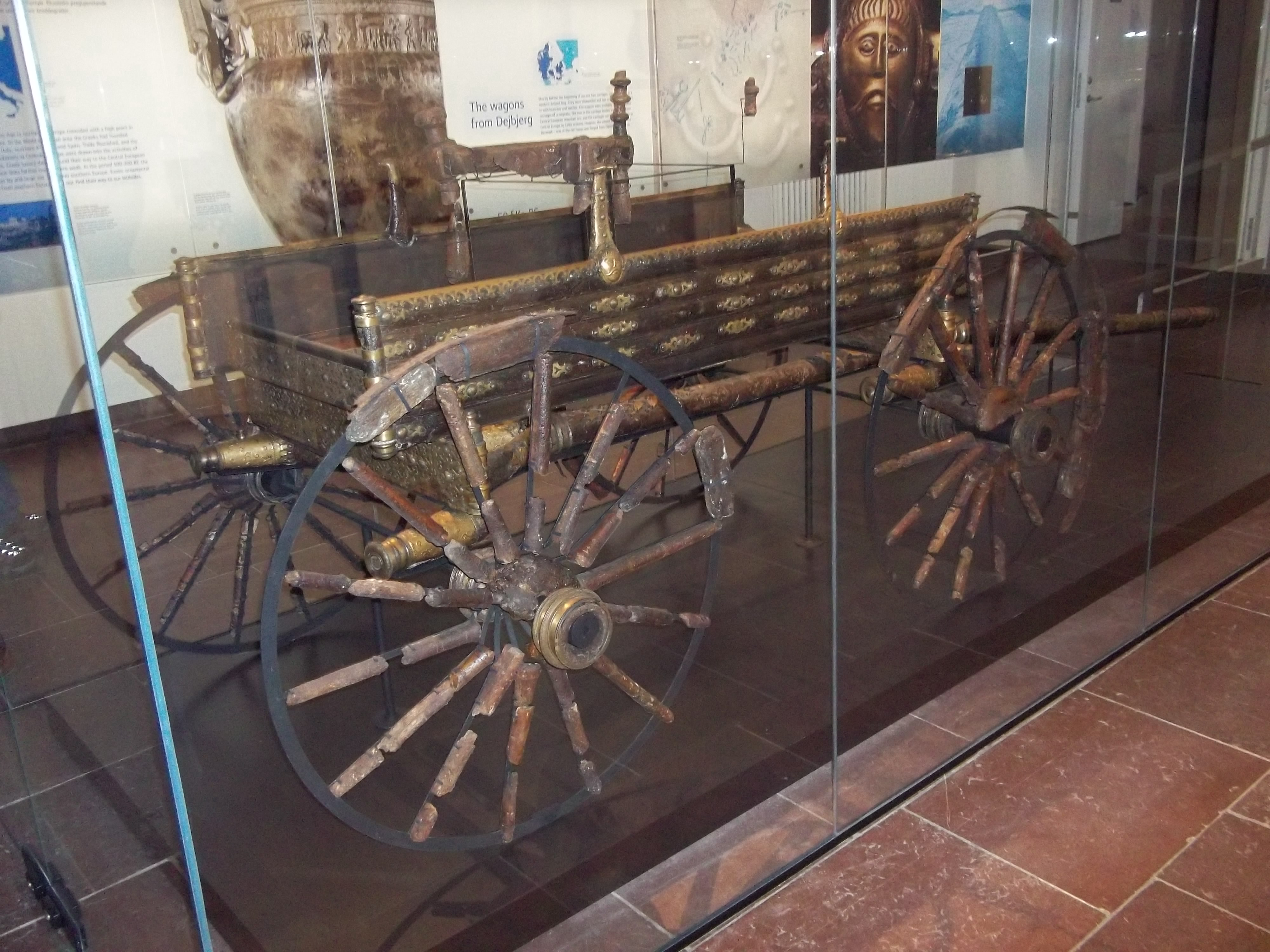
Carul de la Dejbjerg, secolul I î.Hr., la Muzeul Național al Danemarcei

Cele două care fac parte dintr-un fenomen mai amplu de plasare intenționată a obiectelor în mlaștini, interpretate în general ca sacrificii aduse zeilor. Carul de la Dejbjerg a fost descoperit în timpul unei perioade de exploatare intensă a turbăriilor, care a avut loc în secolele al XIX-lea și al XX-lea, în mare parte de către persoane care nu erau arheologi. Aceste săpături au scos la iveală numeroase obiecte datând din întreaga perioadă preistorică, dar mai ales din epoca fierului. Multe dintre aceste obiecte includ obiecte de uz cotidian, precum vase din ceramică și obiecte din lemn, dar și obiecte mai prestigioase, precum pradă de război, carul de la Dejbjerg și cazanul de la Gundestrup. Pe lângă obiectele plasate ritualic, depunerile din mlaștini includ oameni conservați în mlaștini.

## Folclor din Dejbjerg
Înainte de descoperirea carului din Dejbjerg, tradiția locală menționa „care pline cu aur care se presupunea că se aflau într-o mlaștină aproape de parohia locală”. Cele două care din Dejbjerg au fost efectiv găsite în această mlaștină în 1881-1882. Folcloristul Terry Gunnell subliniază că această poveste nu este unică și că există legende similare despre mlaștini și lacuri din sudul Suediei. Gunnell observă că valoarea acestei tradiții rezidă în memoria socială pe care o transmite. El compară acest complex de legende cu spada găsită sub apă de Beowulf (în Beowulf) și indică faptul că aceste povestiri își au rădăcinile în memoria depunerilor rituale care au avut loc în timpul epocii bronzului și a epocii fierului. Arheologii moderni tind să adune legendele locale referitoare la siturile pe care le studiază, deoarece acestea sunt indicii importante.